# Instant Dreams
Instant Dreams ist eine Kinodokumentation des niederländischen Regisseurs Willem Baptist aus dem Jahr 2017. Der Film wurde auf dem International Documentary Film Festival Amsterdam (IDFA) am 18. November 2017 in Tuschinski-Theater in Amsterdam uraufgeführt, wo er sowohl im niederländischen Dokumentarfilmwettbewerb als auch im Wettbewerb für den ersten Auftritt gezeigt wurde.
Der Film wurde ab 14. Dezember 2017 in Kinos in den Niederlanden und Belgien gezeigt. Die amerikanische Premiere war am 21. Januar 2018 beim Slamdance Film Festival in Park City (Utah).
Der niederländische Fernsehsender NTR strahlte eine kürzere Version des Films aus.
Der Film wurde beim Nederlands Film Festival  für ein Goldenes Kalb für die beste Musik nominiert. Der Film wurde auch für einen Doc Alliance Award nominiert.
Der Film ist ein poetischer Essay über vier Menschen, deren Leben durch die Liebe zum Polaroid-Sofortfilm verbunden ist. Ein roter Faden im Film ist der japanische Ausdruck Wabi-Sabi, der sich auf die Schönheit der Unvollkommenheit bezieht. In einer visuellen Achterbahnfahrt erzählt der Film, wie diese Menschen den Instant Dream am Leben erhalten. Eine Reihe von Charakteren steht im Zentrum des Films: die deutsche Fotografin Stefanie Schneider aus Kalifornien, der amerikanische Chemiker Stephen Herchen, der daran arbeitet, die Polaroid-Formel neu zu erfinden, und der in New York lebende Christopher Bonanos, ein Redakteur für das New York Magazine und Autor des Buches Instant; Die Geschichte von Polaroid. Der Erfinder des Polaroid-Prozesses, Edwin Herbert Land, spricht durch Archivmaterial. Außerdem gibt es ein japanisches Mädchen, das durch Fotos auf ihrem smartphone die Liebe zur Polaroidfotografie entdeckt. Außerdem spielt der deutsche Kult-Schauspieler Udo Kier in mehreren Archivaufnahmen mit, und man kann kurz die Stimme von Regisseur Werner Herzog hören.
Für den Film wurden Aufnahmen in Twentynine Palms, New York City, Berlin, Tokio, Düsseldorf und Enschede gemacht. Für die Filmaufnahmen in 2K und 4K kamen verschiedene ARRI Alexa Kameras zum Einsatz. Das Seitenverhältnis des Films beträgt 2,39: 1 Cinemascope.